# Лев Троцки
Лев Давидович Троцки (на руски: Лев Дави́дович Тро́цкий) е марксистки революционер и теоретик, съветски политик и основател на Червената армия, от еврейски произход.
Троцки първоначално подкрепя меншевиките, които са умереното крило на Руската социалдемократическа работническа партия. Той се присъединява към болшевиките непосредствено преди Октомврийската революция от 1917 г., но става един от нейните организатори и един от лидерите на Комунистическата партия. Заедно с Ленин, Григорий Зиновиев, Лев Каменев, Сталин, Григорий Соколников и Андрей Бубнов е един от седемте членове на първото Политбюро, основано в 1917 г., за да ръководи Болшевишката революция. През първите дни на РСФСР и Съветския съюз той става народен комисар (министър) на външните работи, а по-късно основател и командир на Червената армия като комисар по отбраната и военноморските въпроси. Той има главна заслуга за победата на болшевиките в Руската гражданска война (1917 – 1922). Член на Политбюро на ЦК на ВКП(б) от 1919 – 1926 г. От 1923 г. е лидер на вътрешнопартийната опозиция „Нов курс“.
След провала на борбата на лявата опозиция срещу политиката и издигането на Сталин и срещу нарастването на бюрокрацията в Съветския съюз, Троцки е освободен от всички постове (октомври 1927 г.), изключен от Комунистическата партия (ноември 1927 г.), заточен в Казахстан (1928 – 1929) и впоследствие екстрадиран от Съветския съюз (февруари 1929 г.). Като създател и лидер на Четвъртия инернационал, Троцки продължава да се противопоставя на сталинистката бюрокрация в Съветския съюз. По заповед на Сталин е убит през август 1940 г. в Мексико от Рамон Меркадер, съветски агент от испански произход.
Идеите на Троцки формират основата на т.нар. троцкизъм – течение в марксизма, което се противопоставя на сталинизма. Той е един от малкото съветски водачи, които не са реабилитирани от правителството на Никита Хрушчов през 50-те. Чак в края на 80-те, след започналата Перестройка на Горбачов, неговите книги започват да се издават в Съветския съюз.

## Преди Октомврийската революция 1917 г.

### Детство и семейство (1879 – 1895)
Лев Троцки е роден като Лейба Давидович Бронщайн на 7 ноември 1879 г. в Яновка, Херсонска губерния на Руската империя (днес Береславка, Украйна) – малко село на 24 км от най-близката пощенска станция. Той е петото от осемте деца на заможните фермери Давид Леонтиевич Бронщайн и (1847 – 1922) и Анна Бронщайн (1850 – 1910). Семейството е било от еврейски произход, но според сведенията нерелигиозно. Езикът, на който говорели у дома, бил суржик – смесица от руски и украински. По-младата сестра на Троцки – Олга, била също болшевичка и революционерка, първа съпруга на видния партиен деец Лев Каменев.
Повече внимание на истинското име на Троцки отделят антикомунистите, антисемитите и антитроцкистите, които се акцентират върху неговата фамилия – Бронщайн, и критикуват неговото историческо и политическо значение. Някои автори, особено Роберт Сервиз, настояват, че първото име на Троцки като дете е било Лейба. Дейвид Норд отбелязва, че това очевидно потвърждава еврейския му произход, но няма документирани доказателства, които да потвърдят това, и се твърди, че това е неправдоподобно, още повече, че семейството не говори иврит. Норд и Уолтър Лейкър в своите книги допускат, че детското име на Троцки е било Льова, стандартно руско умалително на името „Лев“.
Когато Троцки става на 9, баща му го изпраща да учи в Одеса. Той е записан в лютеранско училище Св. Павел. Както Исаак Дойчер отбелязва в своята биография за Троцки, Одеса е бил оживен и космополитен пристанищен град, много различен от типичните руски градове по това време. Тази среда допринася за развитието на интернационалните възгледи на младия мъж. Въпреки че в биографията си „Моят живот“ Троцки посочва, че никога не е владеел добре други езици, освен руски и украински, Раймонд Молиниер пише, че Троцки е говорел гладко френски.

### Революционна дейност и затвор (1896 – 1900)
Троцки се включва в революционните дейности през 1896 г. след като се премества в пристанищния град Николаев, на украинския бряг на Черно море. Той е въведен в идеите на марксизма по-късно през същата година. Вместо да продължи да следва математическото си образование, Троцки участва в създаването на Съюза на южните руски работници в Николаев. Използвайки името Лвов, той пише и печата листовки и прокламации, разпространява революционни брошури и популяризира социалистическите идеи сред индустриалните работници и революционно настроените студенти.
През януари 1898 г. повече от 200 членове на съюза, включително Троцки, са арестувани. Той прекарва следващите две години в затвор, първо в Николаев, после в Херсон, след това в Одеса и накрая в Москва. В Московския затвор Бутирка той завързва контакти с други революционери. Там той за първи път чува за Ленин и прочита неговата книга „Развитието на капитализма в Русия“, и постепенно се увлича по марксистките идеи.

### Заточение в Сибир (1900 – 1902)[3]
Докато е в Московския изолатор, през лятото на 1900 г., Троцки среща и се жени за Александра Соколовская (1872 – 1938), другар марксист. Сватбената церемония е водена от еврейски свещеник.
През 1900 г. той е осъден на четири години заточение в Уст-Кут и Верхоленск, Иркутска губерния. Заради сватбата им, на Троцки и съпрагата му е позволено да бъдат заточени на едно и също място в Сибир. Те имат две деца, Зинаида (1901 – 1933) и Нина (1902 – 1928), и двете родени в Сибир.
В Сибир Троцки сътрудничи на иркутския вестник „Восточное обозрение“ и изучава марксическа философия. Запознава се с много революционни деятели, сред които Мойсей Урицки и Феликс Дзержински. Научава за идейните различия вътре в партията и за арестите от 1898 и 1899 г. Някои социалдемократи, познати като икономисти, се съгласяват, че партията би трябвало да се фокусира да помага на индустриалните работници и да подобрява техния живот, че социалните реформи биха помогнали в борбата на работниците за по-високо заплащане и по-добри условия за работа. Други смятат, че падането на монархията е по-важно, а трудното положение на пролетариата дава импулс за революционна борба.
През лятото на 1902 г. Троцки бяга от Сибир с влак, скрит в товар от сено. Александра бяга от Сибир с двете си дъщери по-късно. Лев и Александра скоро се разделят без развод, но запазват приятелски отношения. Дъщерите им са отгледани от родителите на Троцки. Омъжват се, но умират преди родителите си.

### Първа емиграция (1902 – 1903)
До първото си заточение използва истинското си фамилно име Бронщайн. При бягството си използва фалшив паспорт, в който вписва фамилия Троцки – име, което ще използва до края на живота си и което заимства от главния надзирател на затвора в Одеса. След бягството си от Сибир с помощта на контрабандисти преминава австро-унгарската граница, минава през Виена и Цюрих и се насочва към Лондон, за да се присъедини към Георгий Плеханов, Владимир Ленин, Юлий Мартов и други автори на „Искра“ – вестник на руските социалисти. Скоро се нарежда сред водещите автори на вестника.
В края на 1902 г. Троцки среща Наталия Ивановна Седова, с която заживява на съпружески начала от 1903 г. и остава с нея до смъртта си (не сключва брак, защото така и не се развежда със Соколовска). Имат 2 деца – Лев Седов (1906 – 1938) и Сергей Седов (1908 – 1937).

### Конфликт с Ленин (1903 – 1904)
Вестник „Искра“ свиква втори конгрес на партията в Лондон (1903). На конгреса участват 26 организации, представени от 43 делегати, които не успяват да изгладят предишните си противоречия и трайно се разделят на болшевики (Ленин) и меншевики (Мартов). Ленин и неговите поддръжници (болшевиките) настояват за диктатура на пролетариата, за хегемония на пролетариата и водещата му роля в революционната борба, за сваляне на царизма, за строга партийна дисциплина. Мартов и неговите поддръжници (меншевиките) пледират за по-широка партия с по-свободна дисциплина, не приемат диктатурата на пролетариата, наблягат на социалното положение на работниците. Макар и в редиците на меншевиките, на конгреса Троцки горещо подкрепя Ленин, като определя себе си като „нефракционен социалдемократ“. Сблъсът му с Ленин идва, след като Троцки публикува брошурата „Нашите политически задачи“ (1904) в отговор на Лениновия труд „Крачка напред, две крачки назад“, в която критикува идеите на Ленин за партийното строителство и включва нелицеприятни епитети по адрес на болшевишкия лидер и го сравнява с якобинците и присъщата им жажда за власт и нетърпимост и незачитане на чуждо мнение. В периода 1904 – 1917 г. Троцки прави опити да съгласува различните групи в партията, което довежда до нови сблъсъци с Ленин и други видни членове. По-късно твърди, че е бил погрешно разбран по въпросите за партията. През тези години Троцки започва да развива и своята теория за перманентна революция, която довежда до тесни работни отношения с Александър Парвус (1904 – 1907 г). По-късно Ленин определя Троцки като „юда“.

### Троцки по време наРеволюцията от 1905
В деня на Кървавата неделя Троцки се намира в емиграция, но е един от първите революционери, които се завръщат нелегално в Русия за подкрепа на въстанието. През март 1905 пристига в Петербург, отново с фалшив паспорт с фамилия Викентиев, а статиите за вестниците подписва с псевдоним Яновский. Установява контакти с местни социалдемократи (меншевики и умерени болшевики), държи речи и пише статии. Съставя тезиси за Временното революционно правителство, разгледани и одобрени от III конгрес на РСДРП в Лондон (май 1905) и от самия Ленин, без да знаят кой е авторът им
Следва кратък период на емиграция във Финландия, но през октомври отново се завръща в Петербург, свързва се с Петербургския съвет на работническите депутати и скоро, заедно със съидейника си Александър Парвус, стават водещи лидери. След ареста на председателя Хрустальов-Носар (26 ноември 1905) Троцки е избран за нов председател на Съвета. Междувременно, с цел успокояване на обстановката в страната, Николай II издава Манифест за създаване на Държавна дума (авг. 1905) и Октомрийски манифест за предоставяне на политически права, свобода на словото и събранията и неприкосновение на личността (окт. 1905). Троцки активно сътрудничи на вестниците „Известия“ (орган на Петербургския съвет), „Руски вестник“ (малотиражка, закупена от Троцки и Парвус, която скоро вдига тиража си до 100 000) и „Начало“ (вестник на меншевиките). Изданията бързо набират популярност. Първоначално полицията не закача левите лидери и издания, но ударът идва след отпечатване на брошурата „Финансов манифест“, публикуван едновременно в 8 левичарски издания. Съдържанието е по идея на лидери на Общоруския селски съюз, текстът е написан от Парвус, а Троцки го редактира и подсилва с присъщия си ярък стил. Основно се засяга темата за неизбежното падане на царизма, който трупа огромен държавен дълг, изплащан от тудещите се. Съдържа призиви населението да престане да плаща данъци, селяните да прекратят вноските по изплащане на земята от Аграрната реформа 1861, да се изтеглят влоговете от банките и да се премине към разплащане в злато. Властите намират публикацията като подстрекаваща към въстание, осемте вестника са спрени, включително и болшевишкия „Нов живот“, а цялото ръководството на Петербургския работнически съвет е арестувано. Троцки получава доживотно заточение в Сибир.

### Втора емиграция 1906 – 1917
Още по пътя към мястото на заточението – Обдорск Троцки успява да осъществи успешно бягство с помощта на местния жител Кузма Коровин (по прякор Козият крак), с когото през зимата преминават около 700 км с еленов впряг на запад през тайгата от с. Берьозово до Ивдел. Оттам Троцки се прехвърля в Петербург и се установява във Виена. Продължава с журналистическата си дейност, издавайки в-к Правда – Работнически вестник (Виена), различен от болшевишкия орган. През Балканските войни живее в София и Букурещ, където се среща с Кръстьо Раковски. Издига лозунга „Балканите – на балканските народи“ и лансира идеята за създаване на Балканска федеративна държава. През Първата световна война живее и публикува във Виена, Цюрих, Париж, Испания и САЩ. Застава на антивоенни позиции. Издава брошурата „Войната и интернационалът“, в която критикува западните социалдемократи за подкрепата им на буржоазните си правителства по въпроса за войната и издига лозунг за създаване на Европейски съединени щати Троцки живее в САЩ около 2 месеца, но се възползва от всеобщата амнистия за политическите емигранти, обявена след Февруарската революция (1917), за да се завърне в Русия и на 4 май 1917 г. пристига в Петроград.

### По време на Октомврийската революция
С пристигането си Троцки, като бивш председател на Петросъвета, е избран в Изпълкома със съвещателен глас. Поради оказаната му помощ от страна на Ленин, Каменев и други болшевиики, в изказванията си Троцки започва твърдо да подкрепя болшевишката линия, отдалечавайки се от меншевизма. Държи речи пред работници в ключови предприятия като Путиловския завод, пред матроси от Кронщат, често придружаван от Анатолий Луначарски. Постепенно заема важно място сред бъдещите организатори на Октомврийската революция. След оставка на есеро-меншевишкото ръководство на Петросъвета, Троцки е избран за негов председател (22 септ. 1917). Влиза в състава на Политическия център (Политбюро) на болшевиките (10 окт. 1917), който създава Военно-революционен комитет за ръководство на готвеното въстание. Подготовката се състои основно в привличане на Петроградския гарнизон и на Балтийския флот, които се подчиняват на Петросъвета, а не на Временното правителство.
На практика Троцки извършва цялата организационна и агитационна дейност по подготовката на въстанието. По това време Ленин е в принудителна емиграция във Виборг (тогава във Финландия), Сталин, като член на революционния комитет осъществява връзката с Ленин, който непрекъснато пише инструкции, Каменев и Зиновиев се обявяват против въстанието или поне то да се отсрочи, Виктор Ногин и Алексей Риков са председател и зам. председател на Московския съвет и нямат участие в Петроград. На 23 октомври, два дена преди щурма на Зимния дворец, Троцки държи агитационна реч пред гарнизона от Петропавловската крепост, оценяван като колебаещ се. Друго, особено важно обстоятелство, е идеята на Троцки въстанието да бъде под егидата на Петросъвета (вече 90% болшевизиран), а не на РСДРП, като по този начин въстанието придобива легитимност. (В Русия, в този период на двувластие, съветите на работническите и войнишките депутати са втората официална власт, наред с Думата и Временното правителство). Затова е организиран и II конгрес на Петросъвета, който протича от 25 до 27 октомври в Смолни, едновременно с въстанието. Лозунгът „Вся власть советам!“ (Ленин, Априлски тезиси) привлича към революцията и по-широки маси, не само болшевики. Впоследствие ролята на Ленин и особено на Сталин ще бъде силно преувеличена, а приносът на Троцки – омаловажен.

## Съветски деец
В първите дни след революцията в Петроград, когато още няма избрано ново правителство, градът се ръководи от Петросъвета с председател Троцки и от Военно-революционния комитет, подчинен на Петросъвета. В подчинение на ВРК са въоръжени червеногвардейци и революционизирани войници и матроси, с помощта на които е отбито нападението на ген. Краснов (27 – 30 октомври) край Пулково и които подкрепят мероприятията на съветската власт – закриване на буржоазни вестници, снабдяване с продоволствия, борба с уличните банди, закриване на складове и магазини с алкохол. По инициатива на Троцки са създадени комисии за борба с контрареволюцията (Чека) и за борба с пиянството и погромите. Въвежда понятието червен терор, формулиран и обоснован в брошурата му „Тероризъм и комунизъм“ (1920).
Народен комисар (министър) на външните работи в първото болшевишко правителство. Ръководи руската делегация в Брест-Литовск между 17 декември 1917 г. и 10 февруари 1918 г. По онова време съветското правителство е разединено по въпроса как да излезе от Първата световна война. Ленин е за мир с Германия, но няма достатъчно гласове в правителството. Троцки е на мнение, че новата Червена армия не може да се бие с немците, но от друга страна той споделя и мнението на левичарите, начело с Николай Бухарин, че не може работническо-селското правителство да подписва договор с капиталистическа държава.
Троцки се оттегля от мирните преговори с немците на 10 февруари. На 18-и германските войски започват настъпление, което не може да бъде спряно, защото срещу тях няма редовна войска. Ленин отправя искане за подписване на мирния договор, но германците оставят искането му без отговор и продължават настъплението за още 3 дни. Едва тогава те предлагат споразумение при още по-тежки условия за руснаците, които те приемат и на 3 март подписват Брест-Литовския договор, с който Русия губи огромни територии. Троцки подава оставка от поста външен комисар, за да не пречи на изпълнението на договора.
На 13 март 1918 г. Троцки става нарком по морските и военни въпроси (военен и военноморски министър), като допринася в голяма степен за организирането на Червената армия. Той е и председател на Висшия военен съвет. На практика Троцки изгражда Червената армия като боеспособна действителна войска, която успява да се пребори с белогвардейците. Призовава на редовна служба изгонените царски офицери и създава длъжността на политическия комисар (политкомисар) – към всеки командир е назначен комисар, който приподписва заповедите му. Така се гарантира контролът на болшевиките над армията. Става известен със своя брониран влак, с който обикаля фронтовите линии, за да ръководи лично действията на армията. С цел да повиши боеспособността на Червената армия Троцки поставя зад ненадеждните части т.нар. заградителни отряди, които имат заповед да стрелят, ако войниците се оттеглят без разрешение, и въвежда разстрелването на един от десет червеноармейци от неподчинили се части. Негова е идеята жените и децата на рекрутираните насила в Червената армия офицери да се заловят като превантивни пленници, за да не дезертират мъжете им, както и назначаването на политкомисари в армията, без които заповедите на офицерите не могат да бъдат изпълнени.
На 2 март 1921 г. в Москва пристига телеграма от председателя на Петроградския съвет Г. Е. Зиновиев, в която съобщава за въстание в Кронщадската военноморска база и моли за помощ правителството. Същия ден Комитетът по отбраната на Петроград начело със Зиновиев блокира Кронщадт; Ленин и Троцки изпращат правителствено съобщение, което посочва, че е избухнал метеж, начело с бившия царски генерал Козловски. Троцки пристига в Петроград и иска при потушаването на въстанието да се използва химическо оръжие, което искане е отхвърлено. Организатор на потушаването на метежа е М. Н. Тухачевски, който по заповед на Троцки оглавява Седма армия. На 18 март въстанието е потушено.
За възстановяването на Русия след Гражданската война създава Трудови армии, в които работниците получават само хранителни дажби и ще се разстрелват за неявяване.
Влошеното здраве на Ленин през 1923 г. предизвиква борба за властта в партията на болшевиките. Избухват конфликти между Сталин и Троцки. От 1922 г. Сталин постепенно назначава на ключови постове в партията свои привърженици.
През 1924 г. Троцки постепенно губи контрола над армията. Зиновиев и Каменев засилват натиска срещу Троцки, искат да бъде изключен от партията. Троцки минава в настъпление и през октомври 1924 г. публикува статията „Уроците на Октомври“, в която напомня ролята си на организатор на Октомврийската революция, омаловажава ролята на Ленин, напомня, че Зиновиев и Каменев били против преврата, а Сталин не е играл никаква роля в революцията. Сталин характеризира опитите на Троцки да припомни заслугите си в революцията като „арабски приказки“ и заявява, че участието му в революцията е легенда, разпространена от услужливи партийци.
През 1925 г. Сталин се обявява срещу Зиновиев и Каменев. На пленума през януари 1925 г. Зиновиев и Каменев искат да изключат Троцки от партията. Сталин лавира и предлага Троцки не само да не се изключва, но дори да се остави в ЦК и Политбюро и му отнема само ключовите постове. ЦК назначава Троцки на второстепенни постове. След удара по Троцки „тройката“ Зиновиев – Каменев – Сталин окончателно се разпада. Зиновиев и Каменев оформят групата на вътрешнопартийната опозиция, а Сталин се обединява с групата на Н. Бухарин, чиито възгледи по-късно са осъдени като „десен уклон“.

## В изгнание
През 1929 г. Троцки е изгонен от Съветския съюз в Турция, на остров Бююкада, през 1932 г. е лишен от съветско гражданство. След това живее във Франция и Норвегия; през 1936 г. Троцки емигрира в Мексико, там живее в дома на семейството художници Фрида Кало и Диего Ривера. В книгата си „Предадената революция“ Троцки нарича случващото се в Съветския съюз „сталински термидор“ и обвинявал Сталин в бонапартизъм, критикувайки като ревизионизъм възприемането на принципа „Строителство на социализмът в една страна“, заявява, че приемането на СССР в Обществото на народите сочи, че се е отказал от разпространението на комунизма по света, противопоставя се на въвеждането на по-високи заплати за квалифицираните кадри от тези за обикновените работници, обвинява колхозите, че не са успели да премахнат напълно частната собственост на село. През 1938 г. по време на операция в Париж умира най-възрастният син на Троцки – Лев Седов.
През май 1940 г. е извършен неуспешен опит за убийство на Троцки; покушението ръководи тайният агент на НКВД Григулевич. На 20 август 1940 г. агентът на НКВД и испански комунист Рамон Меркадер, който по-рано станал близък до неговото обкръжение, го ударил смъртоносно с пикел. Рано сутринта Меркадер влязъл при Троцки да му покаже свой ръкопис. Троцки започнал да го чете и в това време Меркадер му нанесъл удара с пикела, който носел под пелерината си. Троцки живял още два дни и на 21 август починал. След кремацията е погребан в двора на къщата си в Койокан.
Меркадер твърдял, че Троцки влязъл в сговор с представители от капиталистически страни и дори му предложили да извърши серия покушения срещу партийни лидери, и най-вече срещу Сталин.
По време на гражданската война в Испания промосковските комунисти и троцкистите люто враждуват и се обвиняват взаимно за поражението; така че посочената от Меркадер версия за лично отмъщение външно изглежда убедителна.
Съветската власт публично отхвърля участието си в убийството. Убиецът Рамон Меркадер е осъден от мексиканския съд на 20 години затвор; през 1960 г. той се освобождава и пристига в Съветския съюз, където получава званието „Герой на Съветския съюз“ и му е връчен орден „Ленин“.
Историците не са на едно мнение защо на Сталин му трябвало след толкова години физически да унищожи врага си. Едни обясняват този факт с азиатската отмъстителност; други посочват, че в последните години от живота си Троцки постоянно подчертавал сходните черти между съветския и нацисткия режим и предупреждавал, че има опасност да се съюзят. Една от статиите му, написани малко преди убийството, се нарича „Сталин – интендант на Хитлер“.
През годините в изгнание Троцки се нарежда сред най-дейните критици на властващия в СССР сталинизъм. Нарича наложената в родината му система „бюрократичен абсолютизъм“. Опитва се да организира т.нар. Четвърти интернационал в противовес на контролирания от Москва Трети интернационал.
Лев Троцки не е реабилитиран официално от съветската власт. Дори по време на Перестройката Горбачов осъжда историческата му роля. До края на живота си Троцки остава убеден в победата на световната пролетарска революция.

## За него
- Пискун, E. „Tермидор“ в СССР. Идеи Л. Д. Троцкого и советская действительность 1920-1980-х гг. Рязань, Русское дело, 1997.
- Сироткин, Владлен Г. Почему Троцкий проиграл Сталину? M., Алгоритм, 2004.
- Geoffrey Swain. Trotsky. Harlow, Pearson Longman, 2006.
- Paul Blackledge. Leon Trotsky’s Contribution to the Marxist Theory of History. – Studies in East European Thought, 58, 2006, № 1, 1 – 31.
- Волкогонов, Дмитрий. Троцки: Демонът жертва. С., Прозорец, 2008.
- Михаил Станчев, Георгий Чернявский. Л. Д. Троцкий, Болгария и болгары. С., БАН, 2008.
- Robert Service. Trotsky: A Biography. Harvard, Belknap Press, 2009.
- Гергий Чернявский. Лев Троцкий. М.: Молодая гвардия, 2010 (Жизнь замечательных людей, 1261).